# AT-AT

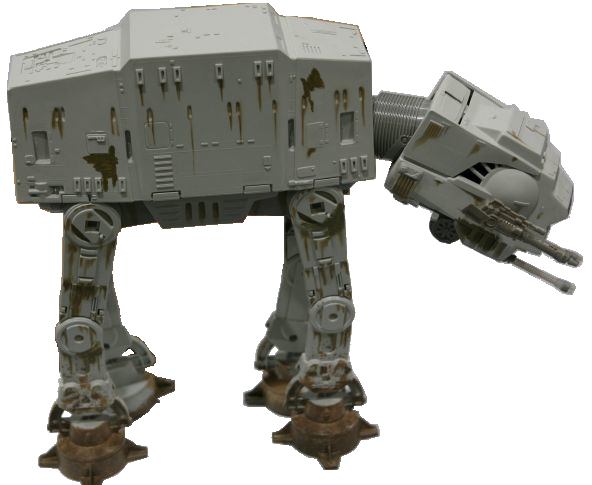
AT-AT у битві на планеті Хот було створено за допомогою покрокової анімації.

AT-AT (англ. All Terrain Armored Transport, дос. «всюдихідний броньований транспорт») — вигадана бойова машина-крокохід (крокер) із всесвіту «Зоряних Війн».
Вперше з'явилися у фільмі «Імперія завдає удару у відповідь», після чого використовувалися у фільмах, іграх і як іграшки та набори для моделювання.

## Опис
AT-AT — броньована чотиринога бойова машина, озброєна лазерними знаряддями. Бойове застосування AT-AT аналогічне танку. Згідно з вигаданим описом, має висоту 22,5 м і максимальну швидкість близько 100 км/год (показані у фільмі крокоходи рухаються набагато повільніше). Корпус машини піднято високо над землею на ногах і складається з двох відсіків: транспортного та командного. Своїм виглядом машина нагадує тварину, головою якої є командний відсік. На командному відсіку розташоване озброєння: дві потужні лазерні знаряддя знизу і слабші лазерні знаряддя з обох боків.
За словами творця «Зоряних воєн» Джорджа Лукаса, зовнішній вигляд AT-AT є переосмисленням триніжків (бойових машин марсіан) із роману Герберта Уеллса «Війна світів».

## Поява
AT-AT вперше з'явилися на початку фільму «Імперія завдає удару у відповідь» під час битви на планеті Хот, де розташовувалася база повстанців. Декілька AT-AT за підтримки легких крокоходів і піхоти зруйнували базу, втративши при цьому три AT-AT. Примітно, що назва «AT-AT» жодного разу не вимовляється у фільмі, натомість про машини говорять як про «імперські крокоходи». По-англійськи вимова абревіатури «AT-AT» подвійна: «ей-ті-ей-ті» або «ет-ет».
AT-AT, показані у фільмі «Імперія завдає удару у відповідь», як і в наступному фільмі «Повернення джедая», були створені за допомогою покадрової анімації. Коли анімація ніг була неправильною, Лукас виправляв сцену за допомогою відображення пострілу, що потрапляє в ногу AT-AT.

## Створення
Дизайн машини створив художник Джо Джонстон. Початковий варіант гігантської колісної машини був відкинутий, бо Лукас хотів бачити «антропоморфний крокуючий танк, що вселяє жах». Як прототип Джонстон використовував образ викопного носорога парацератерія. Досить популярний міф, що вид AT-AT навіяний портовими кранами Окленда, відкинутий як самим Лукасом, так і художником-аніматором Філом Тіппеттом.
Анімацію AT-AT виконала компанія Industrial Light &amp; Magic (ILM). Для цього було створено декілька моделей розмірами від 6 до 50 см. Щоб змоделювати рух ніг машини, аніматори вивчали ходу слона. Для озвучення кроків звукооператор Бен Берт використав звук штампувального преса.